# 28078 Mauricehilleman
28078 Mauricehilleman este un asteroid din centura principală de asteroizi.

## Descriere
28078 Mauricehilleman este un asteroid din centura principală de asteroizi. A fost descoperit pe 26 august 1998 la Caussols în cadrul programului ODAS. Asteroidul prezintă o orbită caracterizată de o semiaxă mare de 2,18 ua, o excentricitate de 0,10 și o înclinație de 0,7° în raport cu ecliptica.